# アヴォダー・ザラー
アヴォダー・ザラー（Avodah Zarah、ヘブライ語で「偶像崇拝」を意味する）は、タルムードの「ネズィキーン」に収録されているテキスト。このテキストでは、ユダヤ人と非ユダヤ人の関係について規定しており、その中にはユダヤ人が「偶像崇拝者」と取引することを規制する文言も含まれている。
そのため、アヴォダー・ザラーはタルムードで最も物議を醸すテキストの一つとなっており、歴史においてはキリスト教会によって批判されていた。

## 概要
テキストには非ユダヤ人との不動産売買を禁止する記述が存在するが、これは「イスラエルの地」から非ユダヤ人を追放することが意図されたものであろうと考えられている。このテキスト中において、非ユダヤ人は「星辰崇拝者」（アヴォダー・コハビーム）という表現で形容されている。